# Vokální hudba
Vokální hudba je hudba určená pouze ke zpěvu bez použití hudebních nástrojů, je tedy úplným protikladem k instrumentální hudbě. Těleso, které vokální hudbu interpretuje, se nazývá pěvecký sbor. Pěvecký sbor je řízen sbormistrem.
Pokud je zpěv doprovázen hudebními nástroji, jedná se o hudbu vokálně-instrumentální. Vícehlasé vokální skladby bez doprovodu hudebních nástrojů se nazývají a cappella.

## Evropská umělá hudba

### Duchovní vokální hudba
Mezi jednohlasé formy duchovní vokální hudby patří zejména gregoriánský chorál a zpěv žalmů. Mezi vícehlasé pak zejména duchovní písně, chorál, moteto a mše.

### Duchovní zpěv s doprovodem
S doprovodem mohou být zpívány tyto již výše uvedené mše a moteta, výhradně s instrumentálním doprovodem pak oratoria a kantáty.

### Světská vokální hudba
Ve světské hudbě se prosadila vokální hudba ve středověku ve formě sborových zpěvů, zejména madrigalu.

### Světská vokálně instrumentální hudba
Ve světské hudbě se zpěv uplatnil nejvíce v kantátách a operních áriích, zpěv je také základním stavebním kamenem populární hudby.

## Evropská lidová hudba
V lidové hudbě se zpěv uplatňuje velmi často, většinou tvoří hlavní melodickou linku, bývá též doprovázen hudebními nástroji.